# محمد هاشم خان
محمد هاشم‌خان اولین صدراعظم افغانستان در زمان حکومت برادرزاده‌اش محمد ظاهرشاه بود. محمدهاشم از سال ۱۳۰۸-۱۳۲۵ هجری شمسی به مدت ۱۷ سال در کرسی نخست وزیری ایفای وظیفه نمود. پس از قتل نادرشاه، ظاهرشاه پسر ۱۷ ساله او بر اریکه قدرت نشست. در آن زمان ظاهرشاه به دلیل کمی سن و عدم تجربه کافی در امور کشور و دولت، نمی‌توانست از عهده زمامداری برآید. لذا کاکاهایش هاشم خان شاه، ولی خان شاه و محمود خان او را در اداره کشور کمک و یاری می‌نمودند.
هاشم خان شخصی با انضباط و مستبد بود او در دو جهت زیاد می‌کوشید: حفظ سلطنت و حاکمیت دولت با لای مردم. از دموکراسی جنبش‌های روشنفکری و آزادی بیان سخت می‌ترسید و هرگز اجازه نشر مطبوعات آزاد را الی اخیر وظیفه‌اش نداد.
او در آغاز توجه خود را به عرصه‌های روابط بین‌الملل، حفظ امنیت و نهاد اداری کشور معطوف داشت. جراید که در زمان زمام‌داری وی چاپ می‌رسید اصلاح و انیس بود که دولتی بود. در ولایت هرات گاه گاهی روزنامه به نام اتفاق اسلام و در مزارشریف به نام بیدار چاپ می‌رسید که صرف دولتی بود.
از استبداد و به زندان انداختن او نه تنها مردم بلکه در خانواده سلطنتی اختلافات به وجود آمد. او در دوران حکومت خویش نمی‌خواست هیچ اثری از جنبش‌های روشنفکری دیده شود. او در نخستین روزهای حکومت خویش در برچیدن افراد روشن ضمیر دوره امانیه آغاز نمود. ژورنالیستان مانند محی الدین انیس، مدیر مسئول و صاحب امتیاز روزنامه انیس نخستین جریده آزاد و مستقل افغانستان، عبدالحی داوی، مدیر مسئول روزنامه امان افغان و یکی از پیشتازان جنبش مشروطیت، عبدالرحمن لودین یکی دیگر از ژورنالیستان کشور که از پیشتازان مشروطیت و یکی از همکاران روزنامه سراج الاخبار بود دستگیر و روانه زندان شدند.

## زندگینامه
محمد یعقوب خان در جنگ دوم افغان و انگلیس، جبهه جنگ را مانند دوست‌محمد خان رها و معاهده ننگین گندمک را امضا نمود که نیمی از پاکستان امروزی متعلق به دولت انگلیس گردید. دولت انگلیس این شـاهِ تسلیـم شده را در ماه دسامبر سال ۱۸۷۹ میـلادی به هنــدوستان تبعید نمود و متعاقباً سـردار یحیـی خان (پسر ســردار سلطان محمد خان طلایی) پسر امیر محمد یعقوب خان را از کابل به دیره دونِ هند فرستاد.
خانواده سردار یحیی خان مدت بیست و سه سال در دیره دون اقامت داشتند و به دلیل عدم شغل پر درآمد، نبودن سرمایه و فقـدان تخصص کار، با پولی که دولت انگلیس به عنوان جیره به آنان می‌پرداخت، زندگی می‌کردند.
یحیی خان دو پسر داشت به نام‌های محمد یوسف و محمد آصف. محمد یوسف با سه زن ازدواج نمود. زن اولش یک دختر (محبوب سلطان، یک تن از خانم‌های حبیب الله خان) و سه پسر به دنیا آورد: محمدنادر، محمود و ولی. از جمله نادر خان در ۲۱ حمل ۱۳۶۲هـ. ش.، ۱۸۸۳ میلادی در شهر دیره دونِ هند به دنیا آمد.
محمدنادر با برادرانش محمدعزیز، محمدهاشم، ولی، محمود، محمـدعلی، همچنین عموزادگانش در هندوستان به تحصیلات خصوصی پرداخته تا حدودی زبانِ اردو و انگلیسی را فرا گرفتند. اینان از کودکی با فرهنگ هند و انگلیس آشنائی پیدا نمودند. این فرهنگ در وجود شان تأثیرات خود را بجا گذاشته بود. سرانجام این خانواده در سال ۱۹۰۱ میلادی با اجازه عبدالرحمن خان از تبعیدگاهِ دیـره دونِ هنـد به کابل برگشتند که در این زمان نادر هـجده سال بیشتر نداشت.
او و خانواده او مورد احترام امیر قرار گرفت. در هفته‌های آغازین برگشت که در باغ علیمردان به سر می‌بردند، چند بار نزد امیر باریاب شدند. طی همین دیدارها بود که دو پسر و نواسه بزرگ یحیی خان در دل امیر جای ویژه یافتند. این خانواده پس از چندی به خانواده مصاحبان یا مصاحبان خاص نیز شهرت یافتند. در چنین دید و بازدیدهایی پسران سردار یحیی، سردار محمد آصف خان و سردار محمد یوسف خان وقتاً فوقتاً نزد حبیب الله خان می‌رفتند که بدین ترتیب علایق با خانواده امیر پیدا نمودند.
پس از مرگ امیر عبدالرحمن خان، امیر حبیب الله پادشاه گردید. رفتن سردار محمد یوسف و سردار محمد آصف، نزد سردار حبیب الله خان باعث آن شد که امیر با دختر سردار یوسف ازدواج نماید. ازدواج امیر حبیب الله خان با محبوب السلطان، خواهر محمد نادر خان که تحصیل یافته، خوش صحبت و خوش مشرب هم بود، زمینه‌های بیشتر نفوذ خانواده سردار یحیی خان و از جمله محمد نادر خان را در دربار فراهم نمود.
نادر خان در سال ۱۲۸۲. ش. اولآ با کرنیل اردلیان حضور شد. با امیر به هند سفر نمود. قوماندان گارد شد و به رتبه جنرالی رسید. در شورش منگل ۱۲۹۰ در حالی که ۲۵ سال داشت، موفق شد شورشیان را از راه مذاکره و مفاهمه به تسلیمی وا دارد. پس از آن نائب سالار شد. لقب سردار اعلی را به دست آورد و مکتبی برای ملک زادگان سمت جنوبی تأسیس نمود. در آنزمان بجز از پسران خوانین دیگر کس حاضر نشد که به مکتب رود.
پس از قتل امیر حبیب الله خان (۱۹۱۹)، محمد نادر خان و برادرانش مدت کوتاهی زندانی شدند. در شب قتل امیر، محمد نادر خان نیز در کنار خیمه او بود. به روایت میرغلام محمد غبار پیش از قتل امیر، طی دیداری توافق میان امان الله خان و نادر خان حاصل شده بود. زیرا روزی امیر حبیب الله خان بر نادر خان قهر شده و امر کرده که ریسمان یک پیسه گی خریده در پاهایش انداخته مثل سگ او را کش کنید.
همین علت بود که در دل کینه جسته در قتل آن اقدام نمود. در مراحل اول حکومت امان اله خان این خانواده خدماتی را انجام دادند که واقعاً قابل تحسین بود. سردار محمد هاشم خان از طرف کسانی که از حقیقت قتل امیر، توافق امان الله خان و محمد نادرخان آگاهی نداشتند، به گونه اهانت آمیز از هرات به کابل فرستاده شده بود. و آن‌ها را بر یابوی پالانی (اسپ بارکش) سوار کردند و از طریق غور و هزاره جات به سوی کابل حرکت دادند.
پس از مدت از حبس رها گردیدند و از قضایا واقف شدند. پس از استقلال افغانستان، محمد نادر خان و بردارانش، حایز مقام‌های بلند گردیدند. نادر خان به حیث وزیر حربیه و برادرش سردار محمد هاشم، سفیر در روسیه بود. شاه محمود و شاه ولی با دو خواهر شاه نیز ازدواج کردند. اما امان الله خان مانع ازدواج خواهرش با سردار محمد هاشم خان شد. از این رو هاشم خان تا زنده بود کینه او را بر دل داشت.
اصلاحات سریع شاه امان اله باعث کینه توزی انگلیس‌ها گردید آن‌ها مردم را علیه امان اله شوراندند. خانواده آل یحیی نیز از امان اله خان آرام آرام دور شدند. هاشم خان خان این مرد تشنه قدرت با امان اله در خفا دشمنی ورزیده و روابط خود را با انگلیس‌ها نزدیک تر ساخته و در خنثی نمودن بسیاری عملیات علیه انگلیسها شرکت ورزیدند.
هاشم خان و نادر خان در مراحل اخری پادشاهی امان اله خان خود فتنه را در جنوبی براه انداختن و رازهای محرمانه غلط به دسترس امان اله خان می‌گذاشتن. شاه امان اله در اواخر از قضیه باخبر شده این خانواده را به خارج از افغانستان فرستاد.
محمد نادرشاه در اوائل برج قوس ۱۳۰۲ از عهده وزارت حربیه مستعفی گردیدند. در ۳۰ نوامبر ۱۹۲۶ ع. استعفای قطعی خویش را (از سفارت افغانستان در فرانسه) اظهار داشته به معالجه پرداختند. در این جریان جنگ‌های داخلی شروع شده و شاه امان اله وطن را ترک کرد. نادر خان از فرانسه به پشاور آمد و بعداً به همکاری برادران خود و مردم پکتیا به کابل حمله نمود و حبیب‌الله کلکانی را ازبین برد.
سپس ۴ سال پادشاهی نمود. در ۱۷ عقرب سال ۱۳۱۲ توسط یک نفر شاگرد مدرسه به نام عبدالخالق به قتل رسید. ظاهرشاه که هنوز خیلی جوان بود ضرورت آن بود تا در امورات دولت کاکاهایش کمک کند همین بود که هاشم خان تقریباً قدرت اول کشور را در دست داشت. و سپس ۱۷ سال وظیفه نخست وزیری را پیش برد. پس از جنگ دوم جهانی اعلامیه منشور سازمان ملل در مورد حقوق بشر به کشورها عضو اعلان گردید.
چون ظاهر خان پادشاهٔ مترقی بود. و همچنین در وجود خود نیروی اداره کشور را یافته بود بناعاً هاشم خان را از عهده نخست وزیری برطرف نموده عوض آن شاه محمود خان را به صفت نخست وزیر انتخاب نمود. شاه محمود خان شخص نرم مجاز و مترقی بود که در آزادی مطبوعات کوشش‌های نمود.
هاشم خان خود فرزند نداشت پس از برطرفی خویش دو برادرزاده خود را هرریک محمد داود خان و نعیم خان غرض بقا سلطنت تربیه نمود. این دو پسران سردار محمد عزیز خان کاکا ظاهر خان بودند. داودخان در ۲۶ سرطان سال ۱۳۵۲ پس از کودتا نظامی قدرت را از ظاهر خان گرفت. بالاخره سردار هاشم خان در ۲۶/۱۰/۱۹۵۳ وفات یافته در شهر کابل دفن گردید.